# Alpiner Skiweltcup 1975/76
Die Saison 1975/76 des von der FIS veranstalteten Alpinen Skiweltcups begann am 3. Dezember 1975 in Val-d’Isère und endete am 19. März 1976 in Mont Sainte-Anne. Bei den Männern wurden 22 Rennen ausgetragen (8 Abfahrten, 7 Riesenslaloms, 7 Slaloms). Bei den Frauen waren es 23 Rennen (7 Abfahrten, 8 Riesenslaloms, 8 Slaloms). Dazu kamen je 3 Kombinationswertungen.
Höhepunkt der Saison waren die Olympischen Winterspiele 1976 in Innsbruck.

## Weltcupwertungen

### Gesamt
| Rang | Name               | Punkte |
| ---- | ------------------ | ------ |
| 01.  | Ingemar Stenmark   | 249    |
| 02.  | Piero Gros         | 205    |
| 03.  | Gustav Thöni       | 190    |
| 04.  | Franz Klammer      | 181    |
| 05.  | Walter Tresch      | 098    |
| 05.  | Hans Hinterseer    | 098    |
| 07.  | Herbert Plank      | 077    |
| 08.  | Bernhard Russi     | 072    |
| 09.  | Philippe Roux      | 071    |
| 10.  | Engelhard Pargätzi | 067    |
| 11.  | Franco Bieler      | 063    |
| 12.  | Ernst Good         | 059    |
| 13.  | Jim Hunter         | 058    |
| 14.  | Phil Mahre         | 057    |
| 15.  | Fausto Radici      | 055    |
| 16.  | Anton Steiner      | 050    |
| 17.  | Dave Irwin         | 047    |
| 18.  | Greg Jones         | 044    |
| 19.  | Klaus Eberhard     | 041    |
| 19.  | Thomas Hauser      | 041    |
| 19.  | Heini Hemmi        | 041    |
| 22.  | Werner Grissmann   | 039    |
| 23.  | Erik Håker         | 035    |

| Rang | Name                 | Punkte |
| ---- | -------------------- | ------ |
| 24.  | Ken Read             | 34     |
| 25.  | Peter Lüscher        | 31     |
| 26.  | Christian Neureuther | 30     |
| 27.  | Steve Mahre          | 26     |
| 28.  | Ernst Winkler        | 24     |
| 29.  | René Berthod         | 22     |
| 30.  | Michael Veith        | 20     |
| 30.  | Josef Walcher        |        |
| 32.  | Dave Murray          | 16     |
| 33.  | Erwin Stricker       | 15     |
| 34.  | Cary Adgate          | 14     |
| 35.  | Wolfgang Junginger   | 13     |
| 35.  | Alois Morgenstern    | 13     |
| 35.  | Bruno Nöckler        | 13     |
| 38.  | Diego Amplatz        | 12     |
| 38.  | Albert Burger        | 12     |
| 38.  | Sepp Ferstl          | 12     |
| 41.  | Paolo De Chiesa      | 11     |
| 41.  | Odd Sorli            | 11     |
| 43.  | Steve Podborski      | 10     |
| 44.  | Pete Patterson       | 08     |
| 44.  | Bohumír Zeman        | 08     |

| Rang | Name                      | Punkte |
| ---- | ------------------------- | ------ |
| 46.  | Karl Cordin               | 7      |
| 46.  | Patrice Pellat-Finet      | 7      |
| 48.  | Arnold Senoner            | 6      |
| 49.  | Willi Frommelt            | 5      |
| 50.  | Peter Fischer             | 4      |
| 50.  | Klaus Heidegger           | 4      |
| 50.  | Masami Ichimura           | 4      |
| 53.  | Jan Bachleda              | 3      |
| 53.  | Bartl Gensbichler         | 3      |
| 53.  | Sigbert Prestl            | 3      |
| 56.  | Philippe Barroso          | 2      |
| 56.  | Hans Enn                  | 2      |
| 56.  | Paul Frommelt             | 2      |
| 56.  | Andy Mill                 | 2      |
| 56.  | Sepp Oberfrank            | 2      |
| 56.  | Miloslav Sochor           | 2      |
| 56.  | Stig Strand               | 2      |
| 63.  | Martin Berthod            | 1      |
| 63.  | Francisco Fernández Ochoa | 1      |
| 63.  | Phillippe Hardy           | 1      |
| 63.  | Peter Schwendener         | 1      |
| 63.  | Walter Vesti              | 1      |

| Rang | Name                  | Punkte |
| ---- | --------------------- | ------ |
| 01.  | Rosi Mittermaier      | 281    |
| 02.  | Lise-Marie Morerod    | 214    |
| 03.  | Monika Kaserer        | 171    |
| 04.  | Bernadette Zurbriggen | 170    |
| 05.  | Danièle Debernard     | 165    |
| 06.  | Brigitte Totschnig    | 155    |
| 07.  | Fabienne Serrat       | 125    |
| 08.  | Cindy Nelson          | 122    |
| 09.  | Hanni Wenzel          | 083    |
| 10.  | Irene Epple           | 073    |
| 11.  | Claudia Giordani      | 067    |
| 12.  | Irmgard Lukasser      | 062    |
| 12.  | Nicola Spieß          | 062    |
| 14   | Patricia Emonet       | 058    |
| 14   | Marie-Theres Nadig    | 058    |
| 16   | Pamela Behr           | 051    |
| 17   | Christa Zechmeister   | 050    |

| Rang | Name               | Punkte |
| ---- | ------------------ | ------ |
| 18   | Elfi Deufl         | 46     |
| 18   | Evi Mittermaier    | 46     |
| 20   | Lindy Cochran      | 31     |
| 20   | Wiltrud Drexel     | 31     |
| 22   | Betsy Clifford     | 30     |
| 23   | Kathy Kreiner      | 28     |
| 24   | Monika Berwein     | 25     |
| 24   | Doris De Agostini  | 25     |
| 26   | Marlies Oberholzer | 24     |
| 27   | Abigail Fisher     | 21     |
| 27   | Elena Matous       | 21     |
| 29   | Regina Sackl       | 19     |
| 30   | Jacqueline Rouvier | 17     |
| 31   | Martina Ellmer     | 13     |
| 32   | Wanda Bieler       | 11     |
| 32   | Wilma Gatta        | 11     |
| 32   | Lea Sölkner        | 11     |

| Rang | Name                      | Punkte |
| ---- | ------------------------- | ------ |
| 35   | Viki Fleckenstein         | 10     |
| 35   | Mary Seaton               | 10     |
| 37   | Susie Patterson           | 09     |
| 38   | Maria Epple               | 08     |
| 38   | Ingrid Gfölner            |        |
| 40   | Jana Šoltýsová            | 06     |
| 41   | Marlies Mathis            | 05     |
| 42   | Gail Blackburn            | 03     |
| 43   | Ingrid Eberle             | 02     |
| 43   | Jamie Kurlander           | 02     |
| 43   | Dagmar Kuzmanová          | 02     |
| 43   | Cristina Tisot            | 02     |
| 47   | Martine Couttet           | 01     |
| 47   | Brigitte Kerscher-Schroll | 01     |
| 47   | Germaine Michelet         | 01     |

### Abfahrt
| Rang | Athlet           | Punkte |
| ---- | ---------------- | ------ |
| 1    | Franz Klammer    | 125    |
| 2    | Herbert Plank    | 077    |
| 3    | Bernhard Russi   | 066    |
| 4    | Philippe Roux    | 063    |
| 5    | Dave Irwin       | 047    |
| 6    | Klaus Eberhard   | 041    |
| 7    | Werner Grissmann | 039    |
| 8    | Erik Håker       | 035    |
| 9    | Ken Read         | 028    |
| 10   | Jim Hunter       | 027    |

| Rang | Athletin              | Punkte |
| ---- | --------------------- | ------ |
| 1    | Brigitte Totschnig    | 106    |
| 2    | Bernadette Zurbriggen | 089    |
| 3    | Nicola Spieß          | 052    |
| 4    | Irmgard Lukasser      | 045    |
| 5    | Elfi Deufl            | 044    |
| 6    | Irene Epple           | 042    |
| 7    | Cindy Nelson          | 037    |
| 8    | Evi Mittermaier       | 032    |
| 9    | Rosi Mittermaier      | 030    |
| 10   | Marie-Theres Nadig    | 027    |

### Riesenslalom
| Rang | Athlet             | Punkte |
| ---- | ------------------ | ------ |
| 1    | Ingemar Stenmark   | 88     |
| 2    | Gustav Thöni       | 82     |
| 3    | Piero Gros         | 78     |
| 4    | Engelhard Pargätzi | 67     |
| 5    | Ernst Good         | 56     |
| 6    | Greg Jones         | 44     |
| 7    | Franco Bieler      | 43     |
| 8    | Hans Hinterseer    | 40     |
| 9    | Heini Hemmi        | 39     |
| 10   | Phil Mahre         | 29     |

| Rang | Athletin              | Punkte |
| ---- | --------------------- | ------ |
| 1    | Lise-Marie Morerod    | 120    |
| 2    | Monika Kaserer        | 095    |
| 3    | Rosi Mittermaier      | 091    |
| 4    | Danièle Debernard     | 082    |
| 5    | Fabienne Serrat       | 051    |
| 6    | Cindy Nelson          | 035    |
| 7    | Bernadette Zurbriggen | 030    |
| 8    | Kathy Kreiner         | 028    |
| 9    | Brigitte Totschnig    | 023    |
| 10   | Marie-Theres Nadig    | 019    |

### Slalom
| Rang | Athlet               | Punkte |
| ---- | -------------------- | ------ |
| 1    | Ingemar Stenmark     | 125    |
| 2    | Piero Gros           | 085    |
| 3    | Hans Hinterseer      | 058    |
| 3    | Gustav Thöni         | 058    |
| 5    | Fausto Radici        | 052    |
| 6    | Christian Neureuther | 030    |
| 7    | Phil Mahre           | 026    |
| 8    | Franco Bieler        | 020    |
| 8    | Steve Mahre          | 020    |
| 10   | Walter Tresch        | 017    |

| Rang | Athletin            | Punkte |
| ---- | ------------------- | ------ |
| 1    | Rosi Mittermaier    | 110    |
| 2    | Lise-Marie Morerod  | 090    |
| 3    | Fabienne Serrat     | 061    |
| 4    | Danièle Debernard   | 059    |
| 5    | Claudia Giordani    | 052    |
| 6    | Pamela Behr         | 051    |
| 7    | Christa Zechmeister | 047    |
| 8    | Patricia Emonet     | 046    |
| 9    | Hanni Wenzel        | 034    |
| 10   | Monika Kaserer      | 025    |

### Kombination
| Rang | Athlet         | Punkte |
| ---- | -------------- | ------ |
| 1    | Walter Tresch  | 65     |
| 2    | Gustav Thöni   | 50     |
| 3    | Jim Hunter     | 29     |
| 4    | Franz Klammer  | 25     |
| 5    | Anton Steiner  | 22     |
| 6    | Piero Gros     | 20     |
| 7    | Erwin Stricker | 12     |
| 8    | Peter Lüscher  | 11     |
| 9    | Sepp Ferstl    | 09     |
| 10   | Pete Patterson | 08     |

| Rang | Athletin              | Punkte |
| ---- | --------------------- | ------ |
| 1    | Rosi Mittermaier      | 45     |
| 2    | Bernadette Zurbriggen | 43     |
| 3    | Cindy Nelson          | 31     |
| 4    | Brigitte Totschnig    | 26     |
| 5    | Monika Kaserer        | 24     |
| 6    | Hanni Wenzel          | 19     |
| 7    | Irmgard Lukasser      | 17     |
| 8    | Betsy Clifford        | 15     |
| 9    | Irene Epple           | 11     |
| 9    | Lea Sölkner           | 11     |

## Podestplatzierungen Herren

### Abfahrt
| Datum      | Ort                        | 1. Platz      | 2. Platz       | 3. Platz       |
| ---------- | -------------------------- | ------------- | -------------- | -------------- |
| 07.12.1975 | Val-d’Isère (FRA)          | Ken Read      | Herbert Plank  | Bernhard Russi |
| 12.12.1975 | Madonna di Campiglio (ITA) | Franz Klammer | Philippe Roux  | Erik Håker     |
| 20.12.1975 | Schladming (AUT)           | Dave Irwin    | Klaus Eberhard | Herbert Plank  |
| 09.01.1976 | Wengen (SUI)               | Herbert Plank | Franz Klammer  | Bernhard Russi |
| 10.01.1976 | Wengen (SUI)               | Franz Klammer | Philippe Roux  | Jim Hunter     |
| 17.01.1976 | Morzine (FRA)              | Franz Klammer | Bernhard Russi | Anton Steiner  |
| 25.01.1976 | Kitzbühel (AUT)            | Franz Klammer | Erik Håker     | Josef Walcher  |
| 12.03.1976 | Aspen (USA)                | Franz Klammer | René Berthod   | Ernst Winkler  |

### Riesenslalom
| Datum      | Ort                        | 1. Platz           | 2. Platz         | 3. Platz           |
| ---------- | -------------------------- | ------------------ | ---------------- | ------------------ |
| 05.12.1975 | Val-d’Isère (FRA)          | Gustav Thöni       | Ingemar Stenmark | Piero Gros         |
| 14.12.1975 | Madonna di Campiglio (ITA) | Engelhard Pargätzi | Ernst Good       | Piero Gros         |
| 13.01.1976 | Adelboden (SUI)            | Gustav Thöni       | Ingemar Stenmark | Engelhard Pargätzi |
| 18.01.1976 | Morzine (FRA)              | Franco Bieler      | Piero Gros       | Ingemar Stenmark   |
| 27.01.1976 | Zwiesel (FRG)              | Ingemar Stenmark   | Gustav Thöni     | Hans Hinterseer    |
| 05.03.1976 | Copper Mountain (USA)      | Greg Jones         | Phil Mahre       | Engelhard Pargätzi |
| 18.03.1976 | Mont Sainte-Anne (CAN)     | Heini Hemmi        | Piero Gros       | Ernst Good         |

### Slalom
| Datum      | Ort                          | 1. Platz         | 2. Platz         | 3. Platz             |
| ---------- | ---------------------------- | ---------------- | ---------------- | -------------------- |
| 15.12.1975 | Sterzing (ITA)               | Ingemar Stenmark | Hans Hinterseer  | Piero Gros           |
| 21.12.1975 | Schladming (AUT)             | Hans Hinterseer  | Ingemar Stenmark | Piero Gros           |
| 05.01.1976 | Garmisch-Partenkirchen (FRG) | Fausto Radici    | Piero Gros       | Ingemar Stenmark     |
| 11.01.1976 | Wengen (SUI)                 | Ingemar Stenmark | Piero Gros       | Christian Neureuther |
| 24.01.1976 | Kitzbühel (AUT)              | Ingemar Stenmark | Gustav Thöni     | Piero Gros           |
| 07.03.1976 | Copper Mountain (USA)        | Ingemar Stenmark | Steve Mahre      | Gustav Thöni         |
| 14.03.1976 | Aspen (USA)                  | Ingemar Stenmark | Phil Mahre       | Gustav Thöni         |

### Kombination
| Datum          | Ort                                      | 1. Platz      | 2. Platz     | 3. Platz      |
| -------------- | ---------------------------------------- | ------------- | ------------ | ------------- |
| 06./09.01.1976 | Garmisch-Partenkirchen/ Wengen (FRG/SUI) | Walter Tresch | Piero Gros   | Gustav Thöni  |
| 10./11.01.1976 | Wengen (SUI)                             | Franz Klammer | Gustav Thöni | Walter Tresch |
| 24./25.01.1976 | Kitzbühel (AUT)                          | Walter Tresch | Jim Hunter   | Gustav Thöni  |

## Podestplatzierungen Damen

### Abfahrt
| Datum      | Ort                     | 1. Platz              | 2. Platz           | 3. Platz              |
| ---------- | ----------------------- | --------------------- | ------------------ | --------------------- |
| 03.12.1975 | Val-d’Isère (FRA)       | Bernadette Zurbriggen | Irene Epple        | Marie-Theres Nadig    |
| 10.12.1975 | Aprica (ITA)            | Brigitte Totschnig    | Elfi Deufl         | Cindy Nelson          |
| 16.12.1975 | Cortina d’Ampezzo (ITA) | Evi Mittermaier       | Brigitte Totschnig | Bernadette Zurbriggen |
| 07.01.1976 | Hasliberg (SUI)         | Brigitte Totschnig    | Nicola Spieß       | Irmgard Lukasser      |
| 08.01.1976 | Hasliberg (SUI)         | Bernadette Zurbriggen | Irmgard Lukasser   | Nicola Spieß          |
| 21.01.1976 | Bad Gastein (AUT)       | Doris De Agostini     | Marlies Oberholzer | Elfi Deufl            |
| 11.03.1976 | Aspen (USA)             | Brigitte Totschnig    | Danièle Debernard  | Rosi Mittermaier      |

### Riesenslalom
| Datum      | Ort                    | 1. Platz           | 2. Platz           | 3. Platz              |
| ---------- | ---------------------- | ------------------ | ------------------ | --------------------- |
| 04.12.1975 | Val-d’Isère (FRA)      | Lise-Marie Morerod | Rosi Mittermaier   | Monika Kaserer        |
| 09.01.1976 | Hasliberg (SUI)        | Monika Kaserer     | Danièle Debernard  | Marie-Theres Nadig    |
| 15.01.1976 | Les Gets (FRA)         | Lise-Marie Morerod | Rosi Mittermaier   | Monika Kaserer        |
| 18.01.1976 | Berchtesgaden (FRG)    | Danièle Debernard  | Lise-Marie Morerod | Monika Kaserer        |
| 25.01.1976 | Kranjska Gora (YUG)    | Lise-Marie Morerod | Rosi Mittermaier   | Bernadette Zurbriggen |
| 05.03.1976 | Copper Mountain (USA)  | Rosi Mittermaier   | Cindy Nelson       | Bernadette Zurbriggen |
| 13.03.1976 | Aspen (USA)            | Lise-Marie Morerod | Danièle Debernard  | Monika Kaserer        |
| 19.03.1976 | Mont Sainte-Anne (CAN) | Monika Kaserer     | Fabienne Serrat    | Kathy Kreiner         |

### Slalom
| Datum      | Ort                     | 1. Platz            | 2. Platz          | 3. Platz           |
| ---------- | ----------------------- | ------------------- | ----------------- | ------------------ |
| 11.12.1975 | Aprica (ITA)            | Lise-Marie Morerod  | Rosi Mittermaier  | Claudia Giordani   |
| 17.12.1975 | Cortina d’Ampezzo (ITA) | Fabienne Serrat     | Pamela Behr       | Rosi Mittermaier   |
| 12.01.1976 | Les Diablerets (SUI)    | Lise-Marie Morerod  | Rosi Mittermaier  | Patricia Emonet    |
| 14.01.1976 | Les Gets (FRA)          | Danièle Debernard   | Monika Berwein    | Patricia Emonet    |
| 17.01.1976 | Berchtesgaden (FRG)     | Christa Zechmeister | Danièle Debernard | Hanni Wenzel       |
| 22.01.1976 | Bad Gastein (AUT)       | Rosi Mittermaier    | Claudia Giordani  | Cindy Nelson       |
| 26.01.1976 | Kranjska Gora (YUG)     | Lise-Marie Morerod  | Rosi Mittermaier  | Regina Sackl       |
| 06.03.1976 | Copper Mountain (USA)   | Rosi Mittermaier    | Monika Kaserer    | Lise-Marie Morerod |

### Kombination
| Datum          | Ort                     | 1. Platz              | 2. Platz           | 3. Platz              |
| -------------- | ----------------------- | --------------------- | ------------------ | --------------------- |
| 16./17.12.1975 | Cortina d’Ampezzo (ITA) | Rosi Mittermaier      | Brigitte Totschnig | Bernadette Zurbriggen |
| 08./09.01.1976 | Hasliberg (SUI)         | Cindy Nelson          | Rosi Mittermaier   | Hanni Wenzel          |
| 21./22.01.1976 | Bad Gastein (AUT)       | Bernadette Zurbriggen | Monika Kaserer     | Betsy Clifford        |

## Nationencup
| Rang | Land               | Punkte |
| ---- | ------------------ | ------ |
| 1    | Österreich         | 1108   |
| 2    | Schweiz            | 956    |
| 3    | Italien            | 740    |
| 4    | BR Deutschland     | 627    |
| 5    | Frankreich         | 375    |
| 6    | Vereinigte Staaten | 359    |
| 7    | Schweden           | 251    |
| 8    | Kanada             | 223    |
| 9    | Liechtenstein      | 90     |
| 10   | Norwegen           | 46     |
| 11   | Iran               | 21     |
| 12   | Tschechoslowakei   | 18     |
| 13   | Japan              | 4      |
| 14   | Polen              | 3      |
| 15   | Spanien            | 1      |

| Rang | Land               | Punkte |
| ---- | ------------------ | ------ |
| 1    | Italien            | 649    |
| 2    | Österreich         | 523    |
| 3    | Schweiz            | 464    |
| 4    | Schweden           | 251    |
| 5    | Kanada             | 165    |
| 6    | Vereinigte Staaten | 151    |
| 7    | BR Deutschland     | 94     |
| 8    | Norwegen           | 46     |
| 9    | Tschechoslowakei   | 10     |
| 9    | Frankreich         | 10     |
| 11   | Liechtenstein      | 7      |
| 12   | Japan              | 4      |
| 13   | Polen              | 3      |
| 14   | Spanien            | 1      |

| Rang | Land               | Punkte |
| ---- | ------------------ | ------ |
| 1    | Österreich         | 585    |
| 2    | BR Deutschland     | 533    |
| 3    | Schweiz            | 492    |
| 4    | Frankreich         | 365    |
| 5    | Vereinigte Staaten | 208    |
| 6    | Italien            | 91     |
| 7    | Liechtenstein      | 83     |
| 8    | Kanada             | 58     |
| 9    | Iran               | 21     |
| 10   | Tschechoslowakei   | 8      |

## Statistik der Podestplätze
Angegeben werden die Anzahl Podestplätze je Land und Disziplin sowie die Gesamtanzahl.

### Damen
| Land | Land | 1. | 2. | 3. | Total |
| ---- | ---- | -- | -- | -- | ----- |
| 1    | CHE  | 11 | 02 | 7  | 20    |
| 2    | FRG  | 06 | 10 | 2  | 18    |
| 3    | AUT  | 05 | 07 | 8  | 20    |
| 4    | FRA  | 03 | 05 | 2  | 10    |
| 5    | USA  | 01 | 01 | 2  | 04    |
| 6    | ITA  | 0– | 01 | 1  | 02    |
| 7    | CAN  | 0– | 0– | 2  | 02    |
| 7    | LIE  | 0– | 0– | 2  | 02    |

| Land | Land | 1. | 2. | 3. |
| ---- | ---- | -- | -- | -- |
| 1    | AUT  | 3  | 4  | 3  |
| 2    | SUI  | 3  | 1  | 2  |
| 3    | FRG  | 1  | 1  | 1  |
| 4    | FRA  | –  | 1  | –  |
| 5    | USA  | –  | –  | 1  |

| Land | Land | 1. | 2. | 3. |
| ---- | ---- | -- | -- | -- |
| 1    | SUI  | 4  | 1  | 3  |
| 2    | AUT  | 2  | –  | 4  |
| 3    | FRA  | 1  | 3  | –  |
| 3    | FRG  | 1  | 3  | –  |
| 5    | USA  | –  | 1  | –  |
| 6    | CAN  | –  | –  | 1  |

| Land | Land | 1. | 2. | 3. |
| ---- | ---- | -- | -- | -- |
| 1    | FRG  | 3  | 5  | 1  |
| 2    | FRA  | 2  | 1  | 2  |
| 3    | SUI  | 3  | –  | 1  |
| 4    | AUT  | –  | 1  | 1  |
| 4    | ITA  | –  | 1  | 1  |
| 6    | LIE  | –  | –  | 1  |
| 6    | USA  | –  | –  | 1  |

| Land | Land | 1. | 2. | 3. |
| ---- | ---- | -- | -- | -- |
| 1    | FRG  | 1  | 1  | –  |
| 2    | SUI  | 1  | –  | 1  |
| 3    | USA  | 1  | –  | –  |
| 4    | AUT  | –  | 2  | –  |
| 5    | LIE  | –  | –  | 1  |
| 5    | CAN  | –  | –  | 1  |

### Herren
| Land | Land | 1. | 2. | 3. | Total |
| ---- | ---- | -- | -- | -- | ----- |
| 1    | AUT  | 7  | 3  | 04 | 14    |
| 2    | SWE  | 6  | 3  | 02 | 11    |
| 3    | ITA  | 5  | 9  | 10 | 24    |
| 4    | SUI  | 4  | 5  | 06 | 15    |
| 5    | CAN  | 2  | –  | 01 | 03    |
| 6    | USA  | 1  | 4  | 0– | 05    |
| 7    | NOR  | –  | 1  | 01 | 02    |
| 8    | FRG  | –  | –  | 01 | 01    |

| Land | Land | 1. | 2. | 3. |
| ---- | ---- | -- | -- | -- |
| 1    | AUT  | 5  | 2  | 3  |
| 2    | CAN  | 2  | –  | 1  |
| 3    | ITA  | 1  | 1  | 1  |
| 4    | SUI  | –  | 4  | 2  |
| 5    | NOR  | –  | 1  | 1  |

| Land | Land | 1. | 2. | 3. |
| ---- | ---- | -- | -- | -- |
| 1    | ITA  | 3  | 3  | 2  |
| 2    | SUI  | 2  | 1  | 3  |
| 3    | SWE  | 1  | 2  | 1  |
| 4    | USA  | 1  | 1  | –  |
| 5    | AUT  | –  | –  | 1  |

| Land | Land | 1. | 2. | 3. |
| ---- | ---- | -- | -- | -- |
| 1    | SWE  | 5  | 1  | 1  |
| 2    | ITA  | 1  | 3  | 5  |
| 3    | AUT  | 1  | 1  | –  |
| 4    | USA  | –  | 2  | –  |
| 5    | FRG  | –  | –  | 1  |

| Land | Land | 1. | 2. | 3. |
| ---- | ---- | -- | -- | -- |
| 1    | SUI  | 2  | –  | 1  |
| 2    | AUT  | 1  | –  | –  |
| 3    | ITA  | –  | 2  | 2  |
| 4    | FRG  | –  | 1  | –  |

## Saisonverlauf

### Weltcup-Planungen
Der Rennkalender wurde im Rahmen des 30. FIS-Kongresses im Mai 1975 in San Francisco erstellt, wobei die Zahl von 25 Herren- und 26 Damenrennen festgelegt wurde (welche dann auch zur Austragung kamen; gegenüber der Vorsaison blieb somit die Zahl der Damenrennen gleich, bei den Herren gab es je eine Abfahrt und einen Slalom weniger). Es war auch geplant, Rennen in Skandinavien anzusetzen, was jedoch nicht gelang.
Gesamtweltcup: Die Saison wurde in zwei Wertungsperioden aufgeteilt; die erste umfasste sowohl bei den Herren als auch bei den Damen 14 Rennen (bzw. Kombinationen) [bei den Herren somit bis einschließlich Adelboden am 12. bzw. 13. Januar, bei den Damen bis einschließlich Les Gets am 15. Januar], wobei die besten acht Resultate zählten; bei der zweiten waren es bei den Herren noch elf, bei den Damen zwölf Wertungen, für die jeweils die besten sechs herangezogen wurden (alle ohne Punkte-Reduzierung). Disziplinenweltcup: Es zählten bei den Kombinationen alle drei Bewerbe, bei den übrigen Disziplinen jeweils fünf.

### Programmänderungen
- Ein Wetterumschwung mit Regen sowohl in Pfronten und in Garmisch-Partenkirchen, wo am 3. Januar eine Damen- bzw. am 4. Januar eine Herren-Abfahrt hätten stattfinden sollen, führte zu Programmänderungen: Bei den Damen gab es am 7. Januar in Hasliberg und bei den Herren am 9. Januar in Wengen diese Nachträge, wobei der Nachtrag am Lauberhorn auf verkürzter Strecke gefahren und außerdem mit dem GA-PA-Slalom kombiniert wurde[3][4][5][6]
- Das Programm in Kitzbühel (24./25. Januar) musste auf Grund der Wetterverhältnisse geändert, der Slalom auf den Samstag vorgezogen werden. Dies brachte dem Veranstalter finanziellen Schaden, außerdem gab es mit Rang 25 für Thomas Hauser als Besten ein Debakel für die österreichischen Läufer (Hans Hinterseer war nach Rang 6 im ersten Durchgang ausgeschieden). Dies brachte dem Veranstalter finanziellen Schaden (die Besucherzahl mit rund 4.000 am Samstag und 12.000 am Sonntag blieb weit zurück[7])[8]
- Die am 25./26. Januar in Maribor geplanten Damenrennen wurden wegen Schneemangels an Kranjska Gora abgegeben[9]
- Schneemangel in Heavenly Valley führte dazu, dass der für die US-Rennen zuständige Hank Tauber Copper Mountain als Ersatzort auswählte. Es schneite dann zwar in Heavenly noch rechtzeitig und kräftig, man wäre für die Durchführung bereit gewesen, aber nun beharrte Copper auf die Beibehaltung der Zuteilung[10]

### Sonstige Begebenheiten
- Die „Expedition“ der ÖSV-Herrenmannschaft, die sich im Hochstubaital befunden hatte, zum Abfahrtstraining in Chile wurde kurz vor dem Abflug durch Sportwart Klaus Leistner abgesagt; er hatte erfahren, dass die Schneelage schlecht, zudem eine Steinlawine auf die Trainingspiste niedergegangen war; man hätte nur Läufe unter einer Minute absolvieren können. Dafür war das vorgesehene Budget von 500.000 Schilling zu schade. Es wurde mit Hintertux ab 10. August (außerdem mit 13 Fahrern, nach Chile wären nur acht vorgesehen gewesen) ein Ersatzort gefunden.[11][12]
- Überraschend kam die Nachricht, dass Werner Grissmann während der Saison seine Skimarke wechseln dürfe. Sein bisheriger Fabrikant Toni Arnsteiner erklärte im Zielraum in Schladming nach dem Slalom, dass das nötige Vertrauen fehle.[13]
- Der oberösterreichische Skifabrikant Josef Fischer wurde am 7. Januar mit einem Erpresserbrief, in dem 5 Millionen Schilling (umgerechnet ca. 7,15 Mio. DM bzw. 6,25 Mio. CHFr) gefordert wurden, konfrontiert, ansonsten würde seine Familie ausgerottet werden. Nach Mitternacht des 10. Januar konnte der Täter (ein 23-jähriger beschäftigungsloser Kellner aus Aspang, der Schulden hatte und der im Dezember schon dem Grazer Bierbrau-Industriellen Reininghaus brieflich eine Geldforderung gestellt hatte) gefasst werden.[14][15]
- Der Riesenslalom in Adelboden hätte zwar am 12. Januar 1976 zur Gänze ausgetragen werden müssen, jedoch brach über Mittag (nachdem der erste Lauf zu Ende war; hier führte Gustav Thöni vor Heini Hemmi, Ingemar Stenmark und Hans Hinterseer) dichter Nebel ein, so dass (nach mehreren Startverschiebungen) der Veranstalter dazu gezwungen war, den 2. Lauf auf den 13. Januar zu verschieben.[16]
- Die Herrenabfahrt am 17. Januar in Morzine schien wegen Sicherheitsmängeln gefährdet. Über Forderung des als FIS-Schiedsrichter nominierten Toni Sailer wurden mit Hubschraubern 8.000 kg Strohballen und – neben Sicherheitsnetzen und zusätzlichen Zäunen – entlang der Strecke postiert.[17][18]
- Nach der Damenabfahrt in Bad Gastein überbrachten die Mannschaftsführer Frankreichs, Kanadas, Österreichs, der Bundesrepublik Deutschland und den USA ein Protestschreiben an den Technischen Delegierten der FIS, Matthias Wanger (Bundesrepublik). Sie forderten, dass dieses Resultat nicht für die FIS-Ranglisten berücksichtigt werden.[19] Rosi Mittermaier war in diesem Rennen auf der Graukogelpist chancenlos gewesen und wurde Letzte – und anderntags im Slalom Erste, wodurch sie auch die Gesamtführung im Weltcup mit 184 Punkten vor Zurbriggen (138) und Lise-Marie Morerod (120) übernahm. Die vorgenannte Abfahrt gab es in Österreich zwar als Radio-Übertragung (Ö3 ab 12.55 h), doch dem Fernsehen war es lediglich möglich, erst ab 20 h eine Zusammenfassung auszustrahlen.[20]
- Der Flug des ÖSV-Teams zum Weltcup in die USA verlief nicht reibungslos, denn man kam am 1. März beträchtlich verspätet in Denver an, der Weiterflug nach Copper Mountain musste auf 2. März verschoben werden.[21]
- Der Sieg von Rosi Mittermaier im Riesenslalom in Copper Mountain war überhaupt der erste Damen-Riesenslalom-Sieg im Weltcup für den DSV.
- Mit nunmehr 23 Weltcupsiegen übernahm Gustav Thöni die alleinige Führung an Herrensiegen.
- ÖSV-Riesenslalomschwäche der Herren (nur ein dritter Platz) und Slalomschwäche der Damen (nur ein zweiter und dritter Platz; den ersten Punkt der laufenden Saison eroberte Marlies Mathis erst am 14. Januar mit Rang 10 in Les Gets.[22])
- Während Frankreichs Herren, obwohl bei ihnen nunmehr bereits drei Jahre ein Podestplatz fehlte, noch immer mit 63 Siegen relativ deutlich vor Österreich (54) führten, konnte das ÖSV-Damenteam (dies trotz Fehlens von Moser-Pröll) die Französinnen mit 71 Siegen gegenüber 69 überholen. Die Damen des SSV, welche in der laufenden Saison am öftesten (elfmal) gewannen, schoben sich mit nunmehr 24 Siegen auf Rang 3 vor.

### Erste Siege
Herren:
- Ken Read (mit Start-Nr. 1)[23] und Dave Irwin (dieser bereits mit zwei Trainingsbestzeiten![24]) mit Nr. 7[25] feierten in den Abfahrten (7. Dezember in Val-d’Isère bzw. 20. Dezember in Schladming[26]) nicht nur ihre ersten persönlichen Siege, es waren dies auch die ersten Siege (und inkl. der weiteren Abfahrts-Podestplätze) überhaupt die ersten Podiums für das kanadische Herrenteam im Weltcup (Jim Hunter hatte mit dreimal einen vierten Platz, u. zw. bei den Riesenslaloms in Val-d’Isère am 8. Dezember 1972 und 10. Dezember 1973 und in der Schladming-Abfahrt am 22. Dezember 1973, die bisher besten Resultate erreicht) – im Vergleich kamen Kanadas Damen, vor allem dank Nancy Greene, bis zu dieser Saison bereits auf 18 Siege, 5 zweite und zehn dritte Plätze. Diese Siege waren gleichzeitig der Auftakt für den Begriff über die «Crazy Canucks». Die österreichische Sportbrille musste aber auch den Umstand wahrnehmen, dass die Kanadier auf österreichischen Skiern (derselben Marke wie Franz Klammer) fuhren, womit der Materialvorteil wegfiel.[27]
- Fausto Radici (Slalom 5. Januar in Garmisch-Partenkirchen).
- Greg Jones (Riesenslalom 5. März in Copper Mountain).
- Heini Hemmi (Riesenslalom 18. März in Mont Sainte-Anne; dieser außerdem mit Vorsprung von 2,87 s; zum damaligen Zeitpunkt eine Rekordmarke; die Rennleitung war überrascht, suchte vorerst noch nach einem Fehler in der Zeitnehmung oder der Fahrt des Schweizers).[28]

Damen:
- Brigitte Totschnig (Abfahrt 10. Dezember 1975 in Aprica).
- Evi Mittermaier (Abfahrt 16. Dezember 1975 in Cortina d’Ampezzo; gleichzeitig der erste DSV-Damen-Abfahrtssieg im Weltcup).
- Doris De Agostini (mit Startnummer 26 am 21. Januar bei der Neuschneeabfahrt in Bad Gastein).

### Weltcupentscheidungen
Ingemar Stenmark stand ein Rennen vor Schluss, nach seinem Sieg im Slalom in Aspen am 14. März 1976, mit damit erreichten 241 Punkten erstmals als Sieger fest. Bereits am 6. März 1976 sicherte sich Rosi Mittermaier mit ihrem Sieg im Slalom in Copper Mountain den Cup, womit der Deutsche Skiverband erstmals einen Gesamtweltcupsieg zu Buche stehen hatte.
In Mont Sainte-Anne gab es am 20. und 21. März noch nur zum Nationencup zählende Parallelslaloms: Vorerst gewann Bernadette Zurbriggen das Finale gegen Irene Epple, das Rennen um Platz 3 ging an Monika Kaserer gegenüber Hanni Wenzel, was für den österreichischen Sieg im Nationencup ausschlaggebend war. Anderntags siegte Franco Bieler vor Ingemar Stenmark und Jim Hunter (weiters Radici, Tresch, G. Thöni, Neureuther, Lüscher, Pargätzi, Good). Wenngleich, wie auch bereits im Vorjahr, die ÖSV-Herren, keinen Punkt dazu gewinnen konnten, wurde wiederum die Gesamtwertung im Nationencup gewonnen und somit konnte mit fünf Gesamtsiegen mit Frankreich gleich gezogen werden (diese Parallelslaloms wurden allerdings vom Weltskiverband nicht berücksichtigt, so dass die dort veröffentlichten Ziffern nicht mit den tatsächlichen übereinstimmen, aber grundsätzlich nichts an den Top-Platzierungen ändern).

### Verletzungen
- Von einer neuerlichen schweren Verletzung war Roland Collombin betroffen, dem am 6. Dezember auf der Piste Oreiller-Killy (Val-d’Isère) bei seinem Comeback – ein Jahr nach seinem fatalen Sturz bei der Weltcup-Abfahrt an selber Stelle (8. Dezember 1974) – dieser französische Skiort im Isère-Tal ein überdies noch schlimmeres Schicksal bescherte. Nachdem ihm der erste Trainingslauf gut gelungen war, kam er im zweiten Trainingslauf an derselben Stelle, einer engen Rechtskurve vor der zweiten Mauer, die in eine lange, flache Passage übergeht, schwer zu Sturz und wurde mit dem Hubschrauber ins Krankenhaus Bourg-St. Maurice gebracht, wo der Bruch zweier Rückenwirbel festgestellt wurde. Danach war er zwei Tage lang gelähmt, konnte lange nicht gehen und war dadurch gezwungen, seine Karriere zu beenden. Die Sturzstelle bekam den Namen Bosse à Collombin.[31]
- Das vorzeitige Karriere-Ende kam für Karl Cordin: Bei den Trainings für die Abfahrten am Lauberhorn wurde seine Meniskusverletzung wieder akut.[32] Außerdem baute Dave Irwin an der Minschkante einen Kapitalsturz, als er eine ganz andere Linie probierte (laut Aussagen von Fachleuten war diese wider allen physikalischen Gesetzen). Er verlor das Bewusstsein und hatte sich eine Rippe gebrochen ab, wurde ins Krankenhaus Interlaken gebracht. Für Olympia war er wieder startbereit.[33][34]
- Erik Håker, zwei Wochen zuvor am Lauberhorn schwer gestürzt, war in Kitzbühel schon wieder dabei und wurde sensationell Zweiter. Dabei war ihm sogar im letzten Trainingslauf zwei Stunden vor Rennbeginn der Plastikschuh geborsten – er fuhr dann mit neuem Futteral, das er mit Leukoplast zusammengebunden hatte.
- Der Sturz am 4. Februar im Training am Patscherkofel für die am nächsten Tag stattfindende Olympiaabfahrt bedeutete für Werner Grissmann, der sich eine Zerrung des Seitenbandes im rechten Knie zugezogen hatte, das Saisonende.[35]
- Irmgard Lukasser erlitt am 23. Februar beim Training in Zauchensee für die dort stattfindenden österreichischen Meisterschaften eine Meniskusverletzung.[36]

### Karriereende
- Nebst dem verletzungsbedingten Ausstieg von Roland Collombin, war sicherlich jenes von Rosi Mittermaier das «Herausragendste»; sie kündigte noch fristgerecht vor dem 31. März beim DSV ihren Amateurvertrag zum 30. April[37], trat offiziell am 31. Mai zurück und es stand damals sogar zur Debatte, dass es ein «Show-Rennen» zwischen ihr und Annemarie Moser-Pröll geben könnte.[38]
- Die Nichtberücksichtigung für die Olympischen Spiele veranlassten beim DSV Hans-Jörg Schlager und Traudl Treichl, ihren Rücktritt anzukündigen. Im April meldeten auch Alfred Hagn, Wolfgang Junginger, Max Rieger und sogar Christian Neureuther ihre «Demission» an, wobei Neureuther aber letztlich weiter machte[39][40]
- Hubert Berchtold mit Sieg und Josef Pechtl mit Rang 9 bestritten noch am 16. April den Ätna-Riesenslalom, bevor sie dem „großen Rennsport“ den Rücken kehrten.[41]
- Weiters waren es: Jim Hunter, Johann Kniewasser bzw. Betsy Clifford, Lindy Cochran, Wiltrud Drexel, Michèle Jacot, Jacqueline Rouvier.

### Todesfälle
- Nachdem Michel Dujon um 3 Uhr morgens am 6. Dezember im Krankenhaus Bourg-St. Maurice seinen schweren Kopfverletzungen erlegen war, die er bei Testfahrten in Tignes erlitten hatte, verzichtete die Mannschaftsführung auf die Teilnahme in der Abfahrt zum Saisonstart in Val-d’Isère.[42]
- Eine traurige Meldung gab es über die Ex-Rennläuferin Gertrud Gabl: Die Gesamtweltcupsiegerin 1968/69 kam am 18. Januar bei einem Lawinenunglück nahe ihrem Heimatort St. Anton am Arlberg ums Leben.[43]
- Der Mord an Vladimir Sabich (bekannt als „Spyder Sabich“), der mittlerweile als Ski-Profi sein Geld verdiente, fiel ans Saisonende (er war am 21. März in seinem Haus in Aspen, Colorado, tot aufgefunden worden).[44]

## Rennen außerhalb des Weltcups
- Unmittelbar vor Saisonbeginn gab es noch je einen so genannten FIS-Riesenslalom und -Slalom in Livigno. Den fast in Weltcup-Besetzung gefahrenen Riesenslalom am 29. November 1975 gewann Hans Hinterseer vor Franco Bieler und Piero Gros; sowohl Gustav Thöni als auch Ingemar Stenmark schieden im 2. Durchgang aus; im Slalom gab es einen Sieg von Stenmark vor Hinterseer und Gros.[45][46]
- In Les Mosses wurde am 11. Januar ein FIS-Parallelslalom der Damen ausgetragen, der von Debernard vor Zurbriggen (diese hatte bereits im ersten Lauf ein Tor verfehlt), Morerod und Behr, Giordani und Wenzel gewonnen wurde. Kaserer war im Viertelfinale an Zurbriggen gescheitert.[47]
- Nach den Olympischen Winterspielen gab es – wie es für die letzten beiden Wochen im Februar zumeist üblich war – diverse Bewerbe im Rahmen der nationalen Meisterschaften. Viele ÖSV-Läufer (u. a. auch einige Olympiateilnehmer wie Regina Sackl und Anton Steiner) nahmen an den österreichischen Jugendmeisterschaften vom 19. bis 22. Februar in Bad Kleinkirchheim teil. Ab 26. Februar wurden bei den Österreichern die nationalen Meisterschaften in Zauchensee bzw. Radstadt[48][49] gefahren, die Italiener taten dasselbe in Limone Piemonte.[50]
- In Copper Mountain wurden auch Kombinationswertungen vorgenommen: Bei den Herren war Steve Mahre vor Stenmark und Gros, bei den Damen Rosi Mittermaier vor Morerod und Kaserer siegreich.[51]
- Nach dem offiziellen Saisonende wurde, u. zw. in Hunter Mountain, eine eigene Rennserie für Damen und Herren unter dem Titel «World Series» veranstaltet, bei welcher nur die ersten Acht Punkte – nach der Formel „8 für den Sieg, 1 für Rang 8“ – erhielten. Zum Auftakt siegten bei den Riesenslaloms Mittermaier vor Wenzel und Fabienne Serrat bzw. Heini Hemmi vor Willi Frommelt und Stenmark.[52] Im Slalom hießen die Sieger Gros vor Radici und Thöni bzw. Morerod vor Patricia Emonet und Kaserer; es gab auch Parallelslaloms, die Morerod vor Mittermaier und Kaserer bzw. Stenmark vor Gros und Thöni gewannen. Der Gesamtsieg dieser «Series» ging an Italien vor der Schweiz und Deutschland.[53][54]